# Китриш Михайло Єгорович
Китри́ш Миха́йло Єго́рович (21 жовтня 1936, Опішня) — український гончар, скульптор, лауреат Національної премії України імені Тараса Шевченка (1999).

## Біографічні відомості
Народився в Опішні в гончарській родині: батько Егор та дід Василь були мисковими майстрами. Ліпленням захопився у 12-річному віці, коли тяжко захворів і був прикутим до ліжка. Почав ліпити свистунці, за роботою забував про хворобу. Згодом гончарської справи навчався у Йосипа Степановича Марехи, де досконало опанував технологію виробництва, техніку ангобування, глазурування, мальовки.
З 1963 року почав працювати на заводі «Художній керамік» гончарем, майстром творчої лабораторії. Відтоді ж експонує роботи на обласних, республіканських, всесоюзних і міжнародних виставках, а 1981 року мав першу персональну виставку в 140 робіт. На заводі Михайло Єгорович зустрів і свою майбутню дружину Галину.
Михайло Китриш — співініціатор заснування в Опішні мистецьких навчальних закладів: дитячої студії «Сонячний круг» (разом з Галиною Редчук), Опішнянського філіалу Решетилівського художнього училища № 28, Державної спеціалізованої художньої школи-інтернат «Колегіум мистецтв у Опішному».
2011 року в Опішні відбулася виставка, присвячена 75-річчю з дня народження відомого гончаря.

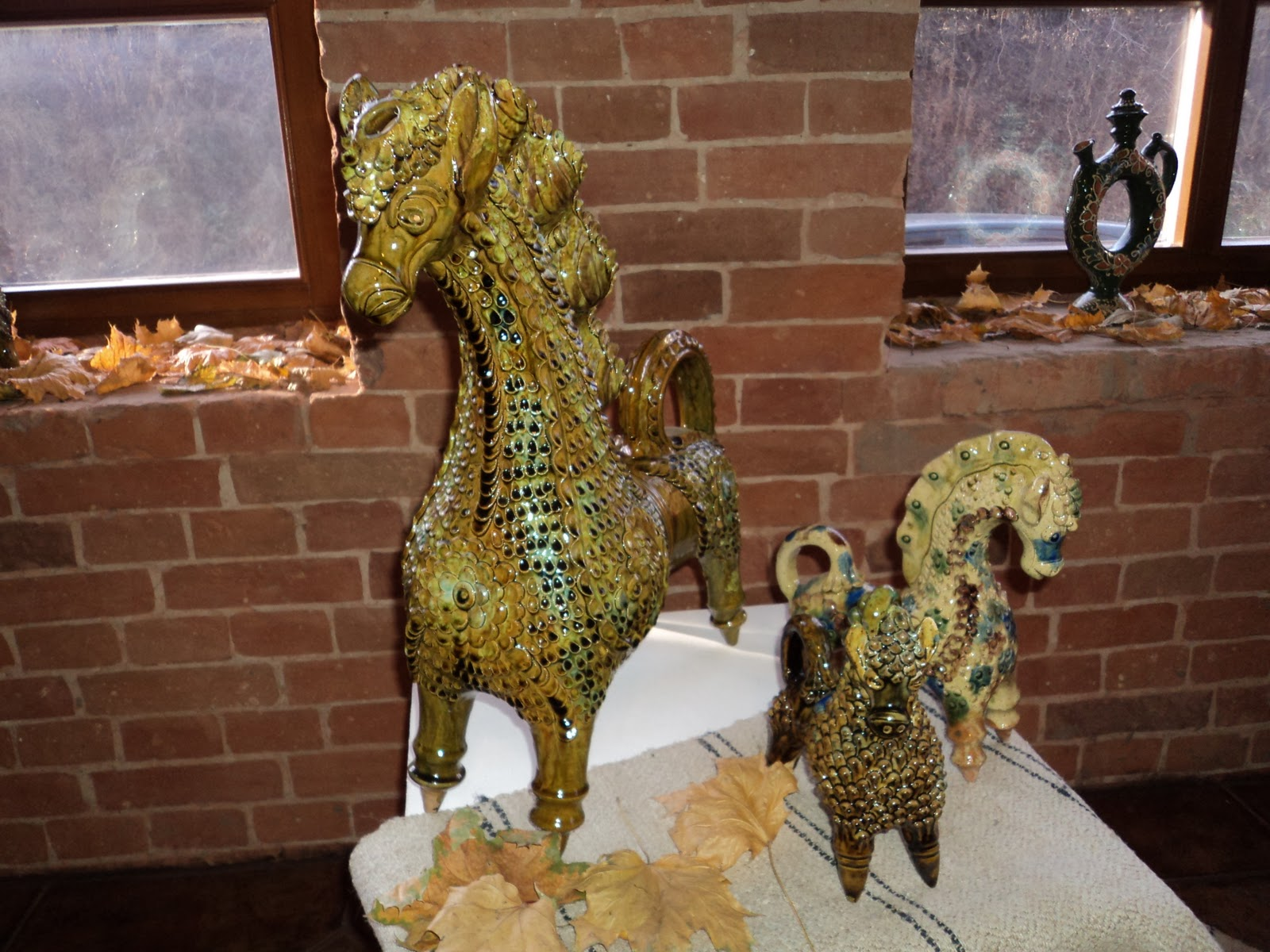
Гончарні твори Михайла Китриша на виставці, присвяченій 75-річчю з дня народження гончаря.

## Творчий доробок
Михайло Китриш — різноплановий майстер. Створює керамічну малу скульптуру й фігурні посудини у вигляді фантастичних тварин, птахів, декоративний посуд. Серед них: «Леви», «Баран» (обидва — 1970 року), «Таріль» (1973 рік), «Ваза з барильцем», «Підсвічники» (обидва — 1978 рік).
Твори Михайла Китриша експонувалися на виставках у Болгарії, Росії, Польщі, Канаді, США, Німеччині, ОАЕ, Норвегії та інших країнах.

## Відзнаки і нагороди
Нагороджений великою кількістю похвальних грамот та медалями (остання з них — «Герой Полтавщини»). У 2011 році Указом Президента України призначено дворічну стипендію опішнянському митцю.
Михайло Китриш удостоєний таких нагород.
- член Національної спілки художників України (з 1971 рік);
- член Національної спілки майстрів народного мистецтва України (з 1998 рік);
- Заслужений майстер народної творчості України (1985 рік);
- лауреат премії імені Данила Щербаківського (1995 рік);
- лауреат Національної премії України імені Тараса Шевченка (1999 рік)